# Charlotte Vega
Charlotte Vega, född 10 februari 1994 i Madrid, är en spansk-brittisk skådespelare.
Vega har bland annat medverkat i TV-serien Who Is Erin Carter? från 2023. Hon har även medverkat i filmerna American Assassin från 2017 och Edén från 2022.

## Filmografi (i urval)
- 2017 – American Assassin
- 2022 – Edén
- 2023 – Who is Erin Carter? (TV-serie)